# Fumi Saimon
Fumi Saimon (柴門ふみ, Nascut el 19 de gener 1957 a Tokushima, Japó) és una mangaka conegut principalment per la seva obra Tokyo Love Story, la qual va arribar a l'anime. Va guanyar el premi Kodansha Manga Award l'any 1983 en la categoria general per PS Genki Desu, Shunpei. L'any 1992 va guanyar el premi Shogakukan Manga Award pel treball denominat Kazoku no Shokutaku i Asunaro Hakusho. Fumi està casada amb el mangaka Kenshi Hirokane.